# 14 de setembro na Igreja Ortodoxa

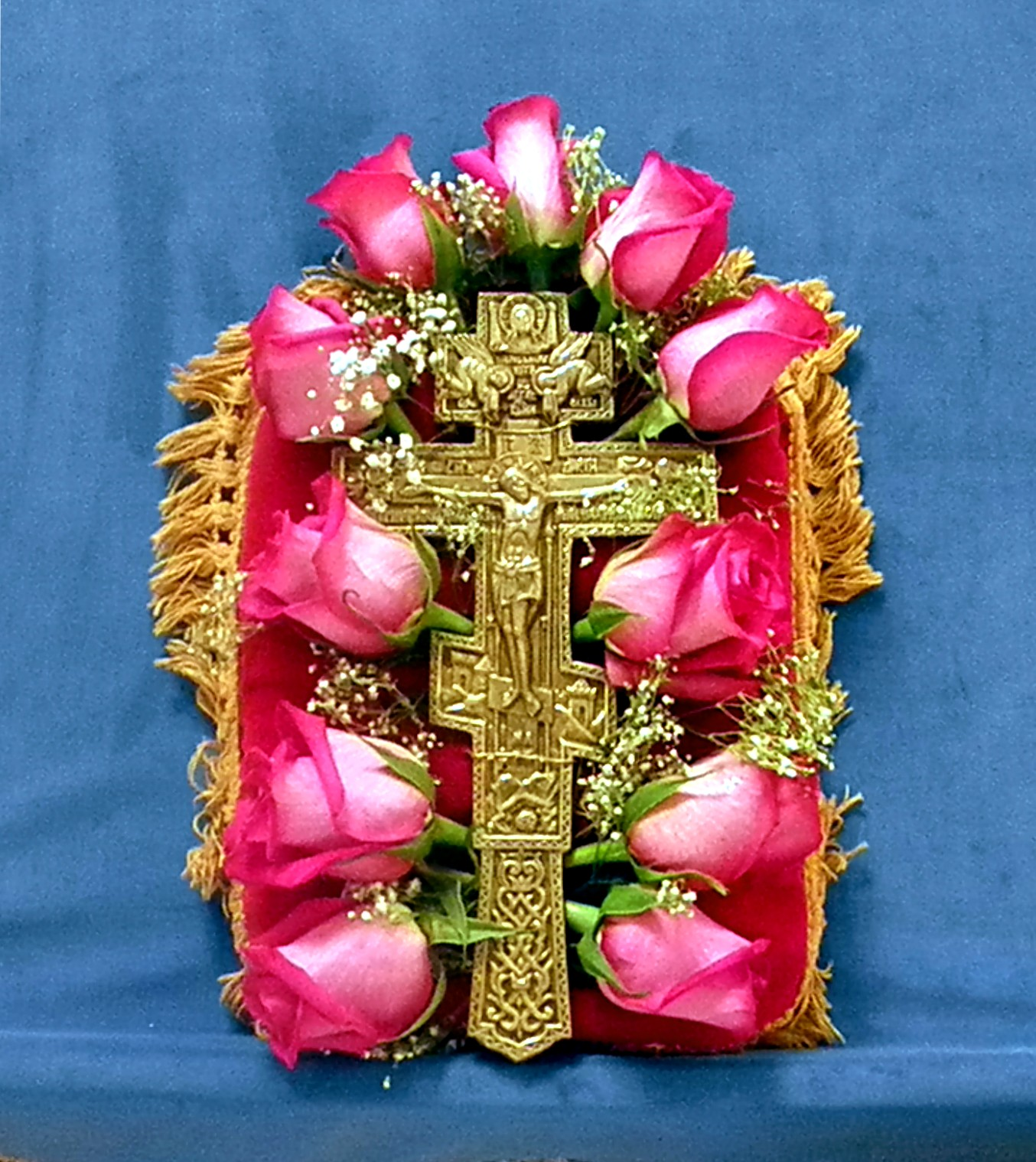
Cruz preparada para a veneração na Igreja de Cristo Salvador, em Ottawa.

Esta página trata das comemorações relativas ao dia 14 de setembro no ano litúrgico ortodoxo.
Todas as comemorações fixas abaixo são comemoradas no dia 27 de setembro pelas igrejas ortodoxas sob o Velho Calendário. No dia 14 de setembro do calendário civil, as igrejas sob o Velho Calendário celebram as comemorações listadas no dia 1 de setembro.

## Festas
- Exaltação Universal da Preciosa e Vivificante Cruz[1][2][3][4][5][6][7][8]

## Santos

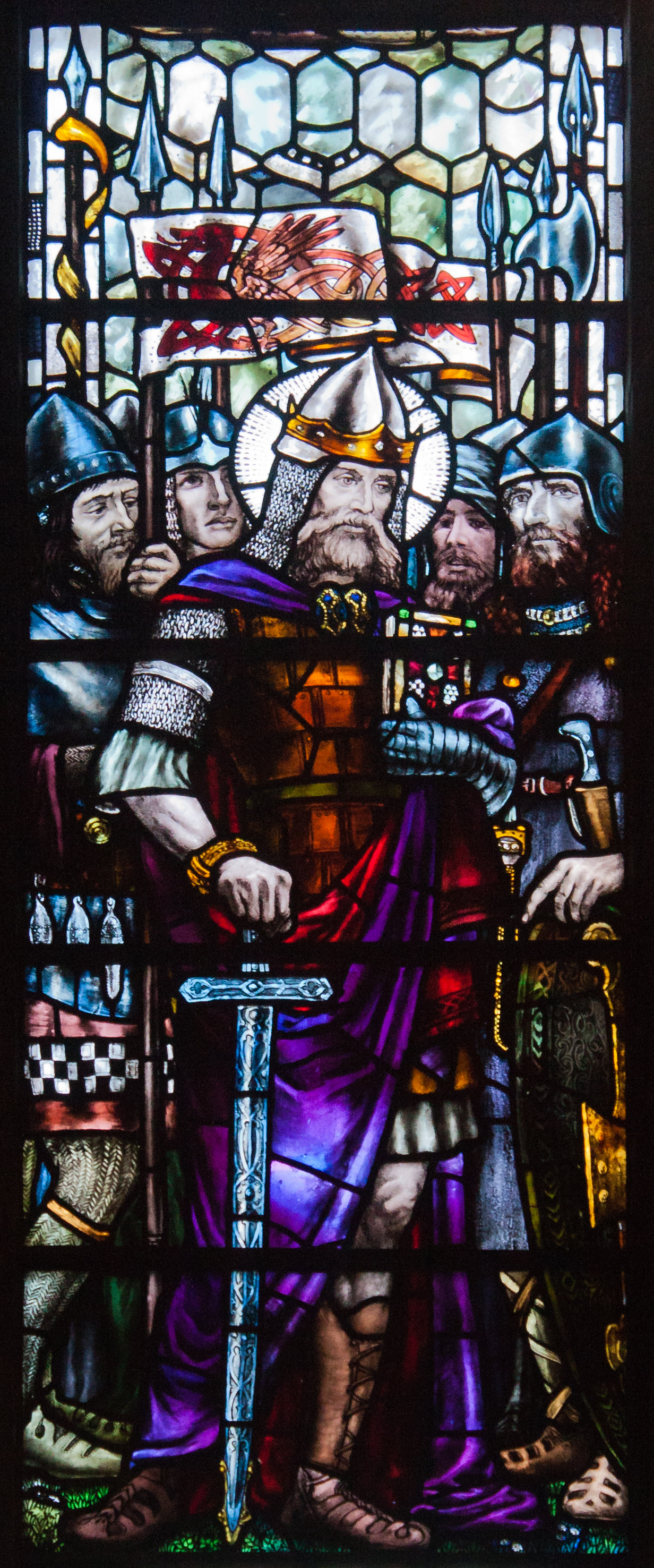
Vitral de São Cormac de Cashel na Catedral de São Patrício, em Dublin.

- Santos Cereal e Salústia, martirizados em Roma (251)[9][10]
- Santos Crescenciano, Vítor, Rósula e General, martirizados no Norte da África com São Cipriano[10][9]
- São Crescêncio de Roma, criança-mártir (c. 300)[9]
- Mártir Papas de Licônia (305)[3][4][5][11]
- Mártir Téocles[4][5][12]
- Criança-Mártir Valeriano[4][5][13]
- São Materno de Colônia, bispo de Colônia (c. 325)[9]
- Santa Élia Flacila (400)[14][3][4][5][15]
- Santa Maria de Tarso (607)[16][3][5]
- São Pelágio de Lêucade, Bispo de Lêucade, que tomou parte no Sexto Concílio Ecumênico  (século VI)[17]
- São Cormac mac Cuilennáin de Cashel, rei de Munster e provavelmente o primeiro Bispo de Cashel (908)[9]
- Venerável Neomártir Macário de Tessalônica e Monte Athos, discípulo de São Nefão II de Constantinopla, Patriarca de Constantinopla (1527)[18][3][4][5][19]
- São Gerásimo o Novo, fundador do Mosteiro da Santa Trindade em Sourvia, Vólos (1740)[20]

## Outras comemorações
- Repouso de São João Crisóstomo, Arcebispo de Constantinopla (407)[3][5][6][7][21][22]
- Santos Padres do Sexto Concílio Ecumênico (680-681)[3][4][23]
- Ícone de Lesna da Santíssima Teótoco (1683)[3][5][6][7][24]
- Descoberta das relíquias (2000) de Santas Alexandra (1789), Marta (1829) e Helena (1832), do Mosteiro de Diveyevo, no Oblast de Níjni Novgorod.[3][5]
- Repouso do Bispo Arsênio (Zhadanovsky) de Serpukhov (1937)[3]
- Repouso do Arcipreste Sérgio Siderov de Kiev (1937)[3]
- Repouso do Padre Miguel Shik de Moscou (1937)[3]